# ENERGY CHARGE
『ENERGY CHARGE』（エナジーチャージ）は、2006年4月9日から2008年9月21日までテレビ新広島で放送されたEnergia＝中国電力提供のドキュメンタリーミニ番組。ハイビジョン制作で、アナログ放送ではレターボックス形式で放送。
番組は毎回様々なゲストを迎え、彼らが日々の活力源にしているものを紹介してもらっていた。11年間にわたって放送されたミニドラマ『親子笑劇場電太郎一家』（1995年4月12日 - 2006年3月19日）の後番組であるが、内容はまったく異なる。
番組の終了後、中国電力は同時間帯の番組提供から撤退した。

## ナレーター
- 小山茉美

## スタッフ
- 制作協力：vivia（テレビ朝日映像）

## ネット局・放送時間
| 放送対象地域   | 放送局         | 系列           | 放送日時           | 備考       |
| -------------- | -------------- | -------------- | ------------------ | ---------- |
| 広島県         | テレビ新広島   | フジテレビ系列 | 日曜 21:54 - 22:00 | 製作局     |
| 島根県・鳥取県 | 山陰中央テレビ | フジテレビ系列 | 日曜 21:54 - 22:00 | 同時ネット |
| 岡山県・香川県 | 岡山放送       | フジテレビ系列 | 日曜 21:54 - 22:00 | 同時ネット |
| 山口県         | テレビ山口     | TBS系列        | 火曜 21:54 - 22:00 | 遅れネット |